# Rémy Falgoux
Rémy Falgoux (* 28. April 1996) ist ein französischer Skirennläufer. Er startet hauptsächlich im Super-G und Riesenslalom.

## Biografie
Seinen ersten Auftritt bei FIS-Rennen hatte Falgoux am 1. August 2011 bei einem Riesenslalom in Argentinien.
Sein Debüt im alpinen Skieuropacup gab er am 26. Januar 2014. Im Riesenslalom von Les Menuires sah er jedoch nicht das Ziel.
Seine bisher beste Platzierung im Europacup war der 4. Platz am 28. Januar 2020 im Riesenslalom von Méribel.
Im Weltcup debütierte Falgoux am 16. Dezember 2018 im Riesenslalom von Alta Badia, wo er nicht das Ziel sah. Seine ersten Weltcuppunkte sammelte Falgoux am 2. Februar 2020 mit Platz 21 im Riesenslalom von Garmisch-Partenkirchen, was bisher auch seine beste Platzierung im Weltcup ist.

## Erfolge

### Weltcup
- 2 Platzierungen unter den besten 30

### Weltcupwertungen
| Saison  | Gesamt | Gesamt | Riesenslalom | Riesenslalom |
| Saison  | Platz  | Punkte | Platz        | Punkte       |
| ------- | ------ | ------ | ------------ | ------------ |
| 2019/20 | 137.   | 13     | 40.          | 13           |

### Europacup
- Saison 2019/20: 73. Gesamtwertung, 19. Riesenslalomwertung

### Juniorenweltmeisterschaften
- Åre 2017: 12. Super-G, 23. Kombination, 56. Abfahrt

### Weitere Erfolge
- 2 Siege in FIS-Rennen